# سیارک ۵۰۴۸
سیارک ۵۰۴۸ (به انگلیسی: 5048 Moriarty، نامگذاری:1981GC) پنج هزار و چهل و هشتمین سیارک کشف شده‌است که در ۱ آوریل ۱۹۸۱ کشف شد.
قدر مطلق سیارک برابر ۱۳٫۲۰ است.